# Caragana grandiflora
Caragana grandiflora är en ärtväxtart som först beskrevs av Friedrich August Marschall von Bieberstein, och fick sitt nu gällande namn av Dc. Caragana grandiflora ingår i släktet karaganer, och familjen ärtväxter. Utöver nominatformen finns också underarten C. g. grandiflora.